# Konstantin Georgijewitsch Syrjanow
Konstantin Georgijewitsch Syrjanow (russisch Константи́н Гео́ргиевич Зыря́нов; * 5. Oktober 1977 in Perm, Russische SFSR) ist ein russischer Fußballspieler.

## Leben
Syrjanow begann seine Laufbahn 1995 bei dem Club Amkar Perm aus seiner Heimatstadt, der damals noch in der 3. Liga spielte. Mit Amkar stieg er bis 1998 in die Premjer-Liga auf. In der Mannschaft der Permer wurde Syrjanow meist im offensiven Mittelfeld eingesetzt und war für einen Mittelfeldspieler sehr torgefährlich (0,28 Tore/Spiel), als er zur Saison 2000 zu Torpedo Moskau wechselte, wurde er dort immer defensiver eingesetzt. Er erzielte kaum noch Tore (0,05 Tore/Spiel) und war lediglich ein Ergänzungsspieler. Als 2002 seine Frau von einem Moskauer Wohnhaus sprang und die gemeinsame dreijährige Tochter mit in den Suizid nahm, stand er kurz vor dem Ende seiner Laufbahn. Syrjanow spielte jedoch weiter und konnte seine Leistung erheblich steigern; so wurde er 2006 erstmals zu einem Länderspiel berufen.
Mit seinem Wechsel zu Zenit zur Saison 2007 erlebte er einen Leistungsschub; Dick Advocaat setzte ihn wieder als Offensivkraft ein, und er wurde Führungsspieler der Nationalmannschaft; seine sechs Ligatore alleine in August sicherten Zenit die erste Meisterschaft seit 1984, bei den von Sport-Express organisierten Abstimmungen wurde er zum einen von den Spielern der Premjer-Liga zum Spieler des Jahres der Liga, zum anderen in einer Abstimmung von ehemaligen Nationalspielern, Sportjournalisten und Sportfans zum besten Spieler der Nationalmannschaft gewählt. In der Saison 2007/08 gewann er mit Zenit gegen die Glasgow Rangers den UEFA-Pokal.
Seit der Saison 2014/15 ist Syrjanow als Spielertrainer für die zweite Mannschaft von Zenit tätig.